# Луцівщина
Луцівщина — (біл. вёска Луцаўшчына), село (веска) в складі Логойського району розташоване в Мінській області Білорусі, підпорядковане Логойській селищній раді.
Село Луцівщина розташоване в центральних районах Білорусі, у північній частині Мінської області - орієнтовне розташування [Архівовано 25 грудня 2018 у Wayback Machine.].